# Фултон, Уильям
Уильям Фултон (англ. William Fulton; род. 29 августа 1939) — американский математик, специализирующийся на алгебраической геометрии. Наиболее известен своими книгами по теории пересечений и по алгебраическим кривым.

## Биография
В 1961 году Уильям Фултон получил степень бакалавра в Брауновском университете, в 1966-м защитил диссертацию The Fundamental Group of an Algebraic Curve в Принстонском университете. До 1970 года он работал в Принстоне и в Брандейском университете, затем начал преподавать в Брауновском. В 1987 году перешёл в Чикагский университет. По состоянию на 2019 год — заслуженный профессор (англ. distinguished professor) Мичиганского университета.
В 1996 году был награждён премией Стила за свою книгу «Теория пересечений». Фултон является членом Национальной академии наук США (1997) и Американской академии искусств и наук, в 2000 году был избран иностранным членом Шведской королевской академии наук. В 2010-м году был награждён премией Стила в номинации «за выдающиеся достижения на протяжении всей карьеры». С 2012 года является действительным членом Американского математического общества.

## Избранные книги
- Фултон У. Теория пересечений. — М.: Мир, 1989. — ISBN 5-03-000849-7.
- Фултон У. Таблицы Юнга и их приложения к теории представлений и геометрии. — М.: МЦНМО, 2006. — ISBN 5-94057-165-4.
- William Fulton. Algebraic Curves: An Introduction To Algebraic Geometry. — New York: Benjamin, 1969. Full text online.